# Список умерших в 1973 году
В этой статье представлен список известных людей, умерших в 1973 году.
- См. также: Категория:Умершие в 1973 году

## Январь
- 2 января — Малик Габдуллин (57) — казахский советский учёный-педагог, писатель, действующий член АПН СССР.
- 4 января — Пётр Белоконь — Герой Советского Союза.
- 5 января — Исаак Добринский (81) — французский художник, пейзажист, портретист.
- 6 января — Иван Корольков (57) — Герой Советского Союза.
- 6 января — Геннадий Петренко (59) — Герой Советского Союза.
- 7 января — Юрий Боролич (51) — украинский и чехословацкий писатель, живший и творивший в Чехословакии.
- 7 января — Яков Никоненко (61) — участник Великой Отечественной войны, Герой Советского Союза.
- 8 января — Хамит Кобиков — участник Великой Отечественной войны, Герой Советского Союза.
- 8 января — Николай Юрковский (53) — участник Великой Отечественной войны, Герой Советского Союза.
- 10 января — Аркадий Гегешидзе (70) — участник Великой Отечественной войны, Герой Советского Союза.
- 10 января — Георгий Дрейбанд (73) — член КПСС, хозяйственный деятель.
- 13 января — Юлия Рябчинская (25) — советская байдарочница, олимпийская чемпионка 1972 года и чемпионка мира 1971 года, заслуженный мастер спорта СССР.
- 15 января — Иван Петровский (71) — советский математик, с 1951 по 1973 ректор Московского государственного университета им. М. В. Ломоносова.
- 15 января — Коулмен Фрэнсис (53) — американский актёр кино и телевидения.
- 17 января — Дмитрий Исаевич (83) — украинский общественный и политический деятель, член Всероссийского учредительного собрания, журналист.
- 18 января — Ирина Левченко (48) — Герой Советского Союза.
- 18 января — Андрей Шарапов (76) — советский военачальник, генерал-лейтенант авиации.
- 19 января — Иван Славянский (67) — Герой Советского Союза.
- 20 января — Антон Божок (85) — член КПСС, партийный деятель, участник Гражданской войны в России и ВОВ.
- 20 января — Амилкар Кабрал (48) — политический деятель Гвинеи-Бисау и Кабо-Верде, один из основателей ПАИГК и её генеральный секретарь; убит.
- 22 января — Борис Александров (83) — советский гидротехник, профессор и член-корреспондент АН СССР.
- 22 января — Александр Джавахишвили (97) — выдающийся грузинский географ и антрополог.
- 22 января — Линдон Джонсон (64) — 36-й президент США.
- 22 января — Яаков Дори (73) — израильский военный деятель, первый начальник Генерального штаба Армии Обороны Израиля.
- 23 января — Александр Воронцов (65) — Герой Советского Союза.
- 24 января — Сесил Эдгар Тилли (78) — английский учёный австралийского происхождения: геолог и петролог.
- 24 января — Игорь Удальцов (44) — российский валторнист и музыкальный педагог.
- 25 января — Генрих Штейнберг (73) — советский военачальник, инженер-контр-адмирал.
- 28 января — Владимир Белокуров (68) — актёр театра и кино, педагог, Народный артист СССР (1965).
- 28 января — Михаил Власов (76) — полковник Советской Армии, участник Первой мировой, Гражданской и Великой Отечественной войны, Герой Советского Союза.
- 28 января — Фёдор Лопухов (86) — советский артист балета, балетмейстер и педагог, народный артист РСФСР (1956), Заслуженный балетмейстер РСФСР (1928).
- 30 января — Леван Готуа (67) — советский и грузинский писатель.
- 30 января — Иван Савченко (47) — Полный кавалер Ордена Славы.
- 30 января — Фёдор Шапиро (58) — советский физик.

## Февраль
- 2 февраля — Александр Юрлов (45) — советский хоровой дирижёр.
- 3 февраля — Лейба Соломин (59) — деятель литовского революционного движения, партизан Великой Отечественной войны.
- 5 февраля — Николай Попов — Герой Советского Союза.
- 7 февраля — Михаил Фатьянов (55) — Герой Советского Союза.
- 8 февраля — Давид Талмуд (72) — советский химик.
- 8 февраля — Георгий Тарасов (68) — Герой Советского Союза.
- 11 февраля — Иван Хохлов (77) — советский государственный и партийный деятель. С 1940 по 1943 председатель СНК РСФСР.
- 12 февраля — Михаил Сачков (54) — Герой Советского Союза.
- 12 февраля — Герман Шулятин (66) — советский режиссёр и оператор документального кино.
- 15 февраля — Иван Цымбал (68) — капитан, Герой Советского Союза.
- 15 февраля — Тим Холт (54) — американский киноактёр.
- 16 февраля — Геворг Кочар (71) — заслуженный архитектор Армянской ССР.
- 16 февраля — Сергей Сорокин (62) — Герой Советского Союза.
- 16 февраля — Пётр Спирин (61) — Герой Советского Союза.
- 17 февраля — Григорий Громов (32) — советский государственный и партийный деятель, секретарь Ростовского областного комитета ВКП(б) (1938).
- 18 февраля — Григорий Чирков (53) — Герой Советского Союза, лишён звания.
- 19 февраля — Иван Беляев (49) — майор, Герой Советского Союза.
- 20 февраля — Алексей Сухоруков (56) — майор, Герой Советского Союза.
- 21 февраля — Иван Овчаренко (58) — советский военный деятель.
- 22 февраля — Элизабет Боуэн (73) — англо-ирландская писательница, автор романов, сборников рассказов, книг воспоминаний и литературных эссе.
- 22 февраля — Уинтроп О. Рокфеллер (60) — американский политик и филантроп; рак поджелудочной железы.
- 24 февраля — Стэнли Тэтчер Блейк — австралийский ботаник.
- 24 февраля — Григорий Вахонин (53) — Герой Советского Союза.
- 24 февраля — Павел Китченко (59) — подполковник, Герой Советского Союза.
- 25 февраля — Борис Иогансон (79) — советский живописец.
- 26 февраля — Александр Перфильев (77) — русский латвийский поэт, публицист, литературный критик.
- 26 февраля — Бьюла Луиза Генри (85) — американская изобретательница.
- 27 февраля — Леонид Серпилин (60) — советский, украинский писатель, архитектор, журналист.
- 27 февраля — Юрий Шамшурин (52) — советский писатель, член Союза писателей СССР с 1954 года.
- 27 февраля — Степан Шкурат (87) — советский актёр, Заслуженный артист РСФСР (1935).
- 28 февраля — Ашот Граши (62) — советский и армянский поэт
- 28 февраля — Дмитрий Козлов (59) — Герой Советского Союза.
- 28 февраля — Евгений Соковнин (68) — советский оперный режиссёр и педагог.

### Без точных дат
- Иван Кесинов (84) — член КПСС, руководитель пожарных подразделений ЗакЖД, слесарь железнодорожных мастерских.

## Март
- 1 марта — Лев Арцимович (64) — выдающийся советский физик, академик АН СССР, Герой Социалистического Труда.
- 2 марта — Давид Эйнхорн — еврейский поэт, драматург и публицист. Писал на идише.
- 3 марта — Николай Никитин (65) — советский архитектор и учёный в области строительных конструкций.
- 3 марта — Вера Панова (67) — русский советский прозаик, драматург, киносценарист.
- 5 марта — Александр Аскоченский (74) — крупный советский ученый гидротехник.
- 5 марта — Василий Смирнов (58) — советский учёный-металлург, академик АН СССР.
- 6 марта
  - Александр Птушко (72) — советский кинорежиссёр, сценарист и художник, мастер сказочного жанра в кино, народный артист СССР.
  - Перл Бак (80) — американская писательница и переводчица, лауреат Нобелевской премии по литературе (1938), лауреат Пулитцеровской премии (1932).
- 10 марта — Роберт Сиодмак (72) — американский режиссёр немецкого происхождения, старший брат писателя и сценариста Курта Сиодмака.
- 11 марта — Василий Бондаренко (49) — майор Советской Армии, участник Великой Отечественной войны, Герой Советского Союза.
- 11 марта — Владимир Вавилов (47) — композитор, автор музыки песни «Город золотой».
- 14 марта — Кузьма Галицкий (75) — советский военачальник, Герой Советского Союза.
- 14 марта — Николай Геладзе (72) — Герой Социалистического Труда.
- 14 марта — Вячеслав Диденко (65) — украинский советский писатель.
- 16 марта — Миколас Юнчас-Кучинскас (79) — литовский советский партийный и государственный деятель.
- 18 марта — Йоханнес Аавик (92) — эстонский лингвист, реформатор эстонского языка.
- 18 марта — Ефим Коган (52) — советский шахматист и тренер.
- 18 марта — Тимофей Максимов (55) — Герой Советского Союза.
- 19 марта — Михаил Хрипунов (75) — советский военачальник, генерал-майор.
- 21 марта — Сулейман Гусейнов (61) — азербайджанский советский зоотехник.
- 22 марта — Хильда Гейрингер (79) — американский математик австрийского происхождения. Известна своим вкладом в математическую теорию пластичности.
- 22 марта — Пётр Губарев — Герой Советского Союза.
- 23 марта — Пётр Еделев (63) — Герой Советского Союза.
- 23 марта — Николай Кудряшов (50) — Герой Советского Союза.
- 25 марта — Сергей Колесников (68) — советский военачальник, генерал-майор артиллерии.
- 25 марта — Александр Орлов (77) — советский разведчик, майор госбезопасности.
- 26 марта — Михаил Калатозов (69) — советский кинорежиссёр, сценарист, народный артист СССР.
- 26 марта — Ноэл Кауард (73) — английский драматург, актёр, композитор и режиссёр.
- 27 марта — Дмитрий Гирин — Герой Советского Союза.
- 27 марта — Андрей Игнатьев (72) — Герой Советского Союза.
- 28 марта — Иосиф Сердюков (66) — Герой Советского Союза.
- 29 марта — Константин Алкалаев (71) — профессор, доктор медицинских наук, ректор Иркутского медицинского института.
- 29 марта — Игорь Муратов (60) — украинский советский писатель.
- 30 марта — Владимир Дедюшко (68) — советский актёр, народный артист СССР.
- 30 марта — Дмитрий Донцов — доктор юридических наук.
- 30 марта — Степан Кучеров (70) — советский военно-морской деятель, адмирал.
- 30 марта — Андрей Кучкин (84) — член КПСС, партийный деятель, участник Гражданской войны в России.

## Апрель
- 2 апреля — Яша Горенштейн (74) — американский дирижёр российского происхождения.
- 3 апреля — Михаил Гришко (72) — советский и украинский оперный певец (баритон).
- 3 апреля — Иван Гудимов (65) — Герой Советского Союза.
- 3 апреля — Тихон Коцюбинский (65) — Герой Советского Союза.
- 3 апреля — Георгий Латышев (66) — физик, академик АН КазССР (1958), член-корреспондент АН УССР (1948), доктор физико-математических наук и профессор (1940), лауреат Сталинской премии (1949).
- 3 апреля — Макар Посмитный (78) — Дважды Герой Социалистического Труда.
- 5 апреля — Борис Казанский (82) — советский химик-органик, академик АН СССР.
- 5 апреля — Михаил Королёв (78) — советский военачальник, генерал-лейтенант Советской армии, участник пяти войн.
- 5 апреля — Алла Тарасова (75) — Народная артистка СССР.
- 6 апреля — Игнас Гашка (81) — Основатель Компартии Литвы, член КПСС, государственный и партийный деятель.
- 7 апреля — Николай Биязи (80) — советский военачальник, спортсмен, писатель, генерал-лейтенант. Основоположник становления профессий военный переводчик и военный судья.
- 8 апреля — Пабло Пикассо (91) — художник XX века.
- 8 апреля — Фёдор Тюнин (54) — Герой Советского Союза.
- 10 апреля — Яков Штернберг (82) — еврейский поэт-авангардист, эссеист, драматург, театральный режиссёр, и теоретик театра.
- 11 апреля — Андрей Гирич (54) — генерал-майор Советской Армии, участник Великой Отечественной войны, Герой Советского Союза.
- 11 апреля — Александр Иванов-Крамской (60) — русский советский классический гитарист, композитор, дирижёр, педагог, заслуженный артист РСФСР.
- 11 апреля — Эмирасан Куртмоллаев (70) — советский лингвист.
- 12 апреля — Борис Сахаров (59) — советский шахматный композитор; мастер спорта СССР.
- 13 апреля — Генри Дарджер (81) — американский художник-иллюстратор и писатель.
- 13 апреля — Сергей Феоктистов (54) — Герой Советского Союза.
- 13 апреля — Алексей Черкасов — советский писатель и прозаик.
- 14 апреля — Алексей Пахомов (72) — советский график и живописец.
- 14 апреля — Сергей Сказкин (82) — советский историк, академик АН СССР.
- 16 апреля — Григорий Булатов (47) — участник штурма Рейхстага.
- 16 апреля — Иштван Керес — венгерский дирижёр.
- 18 апреля — Михаил Каменский (93) — российский и польский астроном, член-корреспондент Польской АН.
- 18 апреля — Сабит Муканов (72) — классик казахской литературы, поэт, общественный деятель, академик.
- 19 апреля — Николай Горбань (73) — советский историк, архивист, писатель.
- 20 апреля — Николай Симонов (71) — советский актёр театра и кино, народный артист СССР (1950).
- 20 апреля — Григорий Соколов (68) — советский военачальник, генерал-лейтенант.
- 21 апреля — Григорий Васянин — Герой Советского Союза.
- 21 апреля — Артур Уильям Фадден (78) — австралийский государственный деятель, премьер-министр Австралии (1941).
- 22 апреля — Пётр Косенко (71) — Герой Советского Союза.
- 23 апреля — Илья Авраменко (65) — советский ленинградский поэт и писатель.
- 23 апреля — Викентий Грязнов (44) — Герой Советского Союза.
- 25 апреля — Борис Борисов (55) — Герой Советского Союза.
- 26 апреля — Георгий Арутюнянц (47) — подпольщик и участник Великой Отечественной войны, участник антифашистской организации «Молодая Гвардия».
- 26 апреля — Иван Семенюк (56) — Герой Советского Союза.
- 27 апреля — Иван Дриженко (57) — Герой Советского Союза.
- 27 апреля — Яков Телеченко (59) — Герой Советского Союза.

### Без точных дат
- Илья Ильин (80) — член КПСС, государственный и партийный деятель, участник Гражданской войны в России, репрессирован и заключён под стражу.

## Май
- 1 мая — Александр Биск — русский поэт, переводчик.
- 2 мая — Павел Полежай (53) — советский учёный-правовед.
- 3 мая — Борис Алексеев (66) — советский театральный актёр, народный артист СССР
- 4 мая — Иван Пискарёв (42) — участник Великой Отечественной войн, Герой Советского Союза.
- 7 мая — Рудольфина Менцель (82), австрийская и израильская кинолог, основательница израильского собаководства.
- 9 мая — Алескер Шахбазов (75) — член КПСС, партийный деятель.
- 10 мая — Бюбюсара Бейшеналиева (45) — советская киргизская балерина, народная артистка СССР.
- 11 мая — Григорий Козинцев (68) — советский режиссёр кино и театра, сценарист, педагог, народный артист СССР (1964).
- 11 мая — Салчак Тока (72) — советский государственный и партийный деятель, член КПСС.
- 13 мая — Михаил Коломийченко (80) — украинский советский хирург.
- 14 мая — Фриц Кахлер (85) — фигурист из Австрии.
- 14 мая — Леопольд Левицкий (66) — украинский график и живописец. Заслуженный деятель искусств УССР.
- 15 мая — Эрнест Хорас Айзинг (88) — австралийский ботаник.
- 15 мая — Гаврил Евсеев — майор Рабоче-крестьянской Красной Армии, участник Великой Отечественной войн, Герой Советского Союза.
- 15 мая — Александр Тарасов (80) — кандидат экономических наук, партийный деятель, участник Гражданской войны в России.[значимость факта?]
- 16 мая — Альберт Гютерсло (86) — австрийский художник и писатель, духовный отец венской художественной школы фантастического реализма.
- 17 мая — Иван Андреев (76) — советский политический деятель, председатель Исполнительного комитета Смоленского губернского Совета (1919).
- 18 мая — Авраам Шлёнский (73) — еврейский поэт.
- 19 мая — Яков Голубев (59) — российский советский живописец, пейзажист.
- 19 мая — Яков Зайцев (55) — Герой Советского Союза.
- 19 мая — Фёдор Иванов (75) — советский военачальник, генерал-лейтенант.
- 19 мая — Дмитрий Скворцов (55) — Герой Советского Союза.
- 20 мая — Миколас Вайткус (89) — литовский поэт и драматург.
- 21 мая — Иван Конев (75) — советский полководец, Маршал Советского Союза.
- 25 мая — Василий Деркач (78) — украинский советский микробиолог.
- 25 мая — Вячеслав Филатов (55) — Герой Советского Союза.
- 26 мая — Жак Липшиц (81) — французский скульптор.
- 27 мая — Михаил Миллионщиков (60) — советский физик, академик и вице-президент АН СССР.
- 27 мая — Давид Шуб (85) — деятель российского социал-демократического движения, затем еврейского социалистического движения в США, публицист, историк. Писал на идише, русском и английском языках.
- 28 мая — Фёдор Петров (96) — революционер, советский государственный и партийный деятель. Дважды Герой Социалистического Труда (1961, 1971).
- 28 мая — Казимир Шахов-Ланковский (77) — член КПСС, военный деятель и работник правоохранительных органов, полковник в отставке, участник Гражданской войны в России.
- 29 мая — Михаил Машинцев (63) — Герой Советского Союза.
- 29 мая — Эдуард Эйман (81) — член КПСС, хозяйственный деятель.
- 31 мая — Павел Коршунов (54) — Герой Советского Союза.

## Июнь
- 1 июня — Яков Голубев-Крицер (69) — советский военный деятель, полковник.
- 1 июня — Александр Савицкий (86) — советский хирург-онколог, академик АМН СССР.
- 3 июня — Михаил Гришко (72) — советский оперный певец (драматический баритон), народный артист СССР.
- 3 июня — Михаил Козлов (44) — участник Гражданской и Великой Отечественной войн, Герой Советского Союза.
- 4 июня — Леонид Штейн (38) — советский шахматист, гроссмейстер.
- 6 июня — Константин Гришин (70) — советский государственный и партийный деятель, 1-й секретарь Рязанского областного комитета КПСС (1964—1967).
- 6 июня — Андрей Филатов — Герой Социалистического Труда.
- 7 июня — Борис Двинский (79) — советский государственный и партийный деятель, народный комиссар — министр заготовок СССР (1944—1950).
- 7 июня — Александр Пономарёв (55) — советский футболист и футбольный тренер, Заслуженный мастер спорта СССР.
- 8 июня — Фёдор Горовой (57) — советский историк.
- 8 июня — Кирилл Краснов (70) — железнодорожник, Герой Социалистического Труда.
- 8 июня — Наталия Полонская-Василенко — украинский историк-эмигрант, действительный член научного Общества им. Шевченко.
- 9 июня — Эрих фон Манштейн (85) — немецкий фельдмаршал, участник Первой и Второй мировых войн.
- 10 июня — Нестер Лопатин (49) — советский передовик сельского хозяйства. Участник Великая Великой Отечественной войны. Герой Социалистического Труда.
- 12 июня — Цолак Едигорьян (58) — советский государственный и военный деятель, Герой Социалистического Труда.
- 12 июня — Владимир Сухобоков (62) — советский кинорежиссёр.
- 12 июня — Михаил Фурсов (46) — Полный кавалер Ордена Славы.
- 13 июня — Йонас Айстис (68) — литовский поэт.
- 13 июня — Трофим Ломакин (48) — советский тяжелоатлет, олимпийский чемпион (1952), двукратный чемпион мира.
- 13 июня — Павел Лукьяненко (72) — советский селекционер, академик АН СССР.
- 14 июня — Александр Колчин (50) — Герой Советского Союза.
- 15 июня — Малик Абдуразаков (54) — советский политический деятель, министр заготовок Узбекской ССР (1970—1973), 1-й секретарь Ташкентского областного комитета КП Узбекистана (1964—1970).
- 15 июня — Аугуст Абель (85) — член КПСС, участник Гражданской войны в России и ВОВ.
- 16 июня — Иван Бурмаков (73) — генерал-лейтенант Советской Армии, участник Гражданской и Великой Отечественной войн, Герой Советского Союза.
- 16 июня — Александр Кузнецов (74) — член КПСС, энергетический деятель, участник Гражданской войны в России.
- 17 июня — Андрей (Сухенко) — епископ Русской православной церкви, архиепископ Омский и Тюменский.
- 17 июня — Михаил Спиров (80) — киевский анатом, известный лимфолог, профессор Киевского медицинского института.
- 19 июня — Андрей Грабчак (62) — участник Великой Отечественной войны, командир партизанского соединения. Герой Советского Союза.
- 19 июня — Виктор Набутов (56) — советский футболист, вратарь, впоследствии — радио- и телекомментатор.
- 20 июня — Александр Безыменский (75) — советский поэт.
- 22 июня — Александр Бутко (67) — советский военный деятель, Полковник. Герой Советского Союза.
- 22 июня — Михаил Денисов (71) — советский государственный и партийный деятель, народный комиссар химической промышленности СССР (1939—1942).
- 22 июня — Григорий Жулега (52) — Полный кавалер ордена Славы.
- 22 июня — Иван Туманов (49) — Герой Советского Союза.
- 22 июня — Семен Туманов (51) — советский режиссёр и сценарист.
- 23 июня — Алексей Ляпунов (61) — выдающийся советский математик.
- 25 июня — Арон Гурвич (72) — философ, историк науки, социолог, представитель феноменологии.
- 26 июня — Александр Безыменский (75) — русский советский поэт.
- 27 июня — Алексей Африканов (66) — Герой Советского Союза.
- 27 июня — Игнатий Ясюкович (52) — польский актёр театра, кино, радио и телевидения.
- 28 июня — Илья Виленский (77) — украинский советский композитор и общественный деятель.
- 28 июня — Павел Кулейкин (63) — Герой Советского Союза.
- 28 июня — Сидор Мороз (73) — советский азербайджанский виноградарь, Герой Социалистического Труда.
- 29 июня — Ян Крастынь (85) — член КПСС, партийный деятель, участник Гражданской войны в России.
- 29 июня — Карлис Плуксне (67) — латвийский и советский архитектор.
- 30 июня — Василий Величковский (70) — украинский грекокатолический епископ, блаженный мученик.

## Июль
- 2 июля — Бетти Грейбл (56) — американская актриса.
- 3 июля — Ариф аль-Ариф — палестинский политик, который с 1950 по 1951 год был мэром Восточного Иерусалима.
- 4 июля — Иван Чвыков (65) — советский военачальник, полковник.
- 5 июля — Ольга Аугусте — латвийский советский общественно-политический и государственный деятель. Первая женщина — министр в истории Латвии.
- 5 июля — Ян Ралле (81) — член КПСС, партийный, промышленный и революционный деятель.
- 5 июля — Анс Фрейман (85) — член КПСС, деятель образования, а также хозяйственный деятель.
- 6 июля — Григорий Ионнисиани (85) — член КПСС, партийный деятель.
- 7 июля — Георгий Ахвледиани (86) — советский и грузинский востоковед и лингвист, академик АН Грузинской ССР, член-корреспондент АН СССР
- 8 июля — Василий Макаров (55) — Герой Советского Союза.
- 9 июля — Курманбек Джандарбеков (68) — советский казахский оперный певец.
- 11 июля — Аверкий Аристов (69) — советский государственный и партийный деятель, член Президиума ЦК КПСС
- 11 июля — Людвик Гинтель (73) — польский футболист еврейского происхождения, нападающий клубов «Ютженка» (Краков) и Краковия, игрок сборной, участник олимпийских игр.
- 11 июля — Николай Красильников (77) — советский микробиолог, член-корреспондент АН СССР.
- 11 июля — Иван Моторный — Герой Советского Союза.
- 12 июля — Михаил Калинин — Герой Советского Союза.
- 12 июля — Александр Мосолов (72) — русский композитор.
- 16 июля — Бронислав Домбровский (88) — зоолог, морфолог, академик АН КазССР.
- 17 июля — Александр Мильчаков (69) — советский комсомольский, партийный и хозяйственный деятель.
- 19 июля — Николай Гуфаилов (48) — Полный кавалер Ордена Славы.
- 20 июля — Михаил Исаковский (73) — советский поэт, автор песен «Катюша», «Дан приказ ему — на Запад…», «В лесу прифронтовом», «Одинокая гармонь», и др.
- 20 июля — Брюс Ли (англ. Bruce Lee, 32), мастер восточных единоборств, американский и гонконгский актёр, режиссёр, постановщик боевых сцен.
- 20 июля — Фёдор Потёмкин (88) — советский историк, доктор исторических наук, профессор, член-корреспондент АН СССР.
- 20 июля — Александр Ольшевский (52) — Герой Советского Союза.
- 24 июля — Марис Рудзитис (40) — советский, латвийский кинорежиссёр и оператор
- 25 июля — Семён Афанасьев (67) — Герой Советского Союза.
- 25 июля — Ципа Фрадкина (76) — член КПСС, партийный и профсоюзный деятель, скончалась на следующий день после своего Дня Рождения.
- 25 июля — Фёдор Харитонов (70) — Герой Советского Союза.
- 27 июля — Николай Лобырин (52) — Герой Советского Союза.
- 28 июля — Мэри Эллен Чейз (род.1887), американский писатель, учёный и педагог.
- 29 июля — Анри Шарьер (66) — французский писатель.
- 30 июля — Иосиф Шикин (67) — советский государственный и партийный деятель.
- 31 июля — Виктор Быковский (54) — майор Советской Армии, участник Великой Отечественной войны, Герой Советского Союза.

## Август
- 1 августа — Вальтер Ульбрихт (80) — немецкий государственный деятель, 1-й Генеральный секретарь СЕПГ, 1-й Председатель Государственного совета ГДР.
- 2 августа — Михаил Барков (56) — младший сержант Рабоче-крестьянской Красной Армии, участник Великой Отечественной войны, Герой Советского Союза.
- 2 августа — Жан-Пьер Мельвиль (55) — французский кинорежиссёр и сценарист.
- 3 августа — Анатолий Андреев (73) — советский военачальник, генерал-лейтенант.
- 5 августа — М. Агеев (Марк Ла́заревич Ле́ви) (74) — русский писатель.
- 6 августа — Фульхенсио Батиста (72) — кубинский правитель: фактический военный лидер в 1933—1940, легитимный президент в 1940—1944, диктатор (занял должность президента в результате переворота) с1952 до 1 января 1959.
- 8 августа — Вильгельм Муберг (74) — писатель, драматург и журналист.
- 8 августа — Леонид Сретенский (71) — советский математик и механик.
- 10 августа — Семён Бутенин (59) — Герой Советского Союза.
- 10 августа — Геннадий Демьянов (52) — известный педагог, учитель математики.
- 10 августа — Станислав Поплавский (71) — генерал Советской и Польской армий, Герой Советского Союза.
- 11 августа — Георгий Губанов (65) — Герой Советского Союза.
- 12 августа — Вальтер Гесс (92) — швейцарский физиолог, лауреат Нобелевской премии по физиологии и медицине за 1949 год (совместно с Эгашем Монишом).
- 13 августа — Виктор Якубовский (76) — польский филолог-славист.
- 16 августа — Павел Пономарёв (69) — Герой Советского Союза.
- 17 августа — Зинаида Бочанцева (66) — советский ботаник, цитолог и эмбриолог.
- 17 августа — Николай Драгунов (49) — Герой Советского Союза.
- 17 августа — Степан Саенко (87) — чекист, комендант Харьковской ЧК.
- 18 августа — Леонид Кувшинов (59) — Герой Советского Союза.
- 19 августа — Пётр Васюнин (76) — участник Великой Отечественной войны, контр-адмирал.
- 19 августа — Пётр Лытанов (48) — Герой Советского Союза.
- 19 августа — Яков Фейгин (70) — советский экономист-географ.
- 19 августа — Артур Фонвизин (90) — советский живописец-акварелист.
- 20 августа — Аустра Асаре (82) — член КПСС, партийный и экономический деятель.
- 20 августа — Абрам Лубанов (85) — еврейский религиозный и общественный деятель, главный раввин Ленинграда с 1943 года.
- 22 августа — Сергей Ниловский (67) — генерал-лейтенант, Герой Советского Союза.
- 25 августа — Давид Биберган (70) — советский военный и государственный деятель.
- 26 августа — Иван Харитонов (48) — советский машиностроитель, слесарь-монтажник, Герой Социалистического Труда.
- 27 августа — Сергей Андоленко (66) — французский бригадный генерал.
- 27 августа — Константин Габданк (80) — член КПСС, государственный и партийный деятель, участник ВОВ, написал ряд книг и очерков о ВОВ.
- 27 августа — Владимир Моисеенко (47) — Герой Советского Союза.
- 28 августа — Евгений Блажевский (89) — Дважды Герой Социалистического Труда.
- 28 августа — Юрий Николаев (64) — генерал-майор Советской Армии, участник Великой Отечественной войны. генерал-майор Советской Армии, участник Великой Отечественной войны.
- 30 августа — Анна Алматинская (90) — русская, советская писательница.
- 31 августа — Грегори Разран (72) — американский психолог и исследователь в области психологии влияния, переводчик.
- 31 августа — Михаил Шаргородский (69) — советский учёный-юрист, криминолог, доктор юридических наук, профессор.
- 31 августа — Джон Форд (79) — американский кинорежиссёр и писатель.

## Сентябрь
- 2 сентября — Ширали Муслимов (168) — азербайджанский чабан, который предположительно прожил 168 лет.
- 2 сентября — Джон Рональд Руэл Толкин (81) — английский писатель, лингвист, филолог, автор знаменитой трилогии «Властелин колец».
- 3 сентября — Николай Печерский (58) — советский детский писатель.
- 5 сентября — Герцель Новогрудский (69) — русский советский журналист, писатель.
- 5 сентября — Михаил Просвирнин (61) — участник Великой Отечественной войны, Герой Советского Союза.
- 6 сентября — Михаил Старокадомский — российский богослов.
- 7 сентября — Лев Владимирский (69) — советский военачальник, адмирал. Во время Великой Отечественной войны — один из командующих Черноморским флотом.
- 8 сентября — Рафаел Исраелян (64) — армянский архитектор.
- 9 сентября — Сергей Туманский (72) — советский конструктор авиационных двигателей.
- 9 сентября — Георгий Церетели (68) — грузинский учёный, основатель грузинской научной школы востоковедения.
- 9 сентября — Николай Хомутецкий (67) — архитектор, историк архитектуры, доктор искусствоведения.
- 10 сентября — Евгений Бабский (71) — советский физиолог.
- 10 сентября — Филлип Кармайкл — австралийский регбист, чемпион летних Олимпийских игр.
- 11 сентября — Сальвадор Альенде (65) — чилийский государственный и политический деятель, президент Чили в 1970—1973; убит.
- 12 сентября — Вильгельм Винклер (81) — австрийский виолончелист.
- 13 сентября — Николай Бурка (56) — подполковник Советской Армии, участник Великой Отечественной войны, Герой Советского Союза.
- 13 сентября — Григорий Киба (50) — старший сержант Рабоче-крестьянской Красной Армии, участник Великой Отечественной войны, Герой Советского Союза.
- 14 сентября — Степан Мыкал (49) — участник Великой Отечественной войны, Герой Советского Союза.
- 15 сентября — Виктор Хара (40) — чилийский поэт, театральный режиссёр, певец и политический активист; расстрелян.
- 15 сентября — Густав VI Адольф (90) — король Швеции с 1950 до конца жизни.
- 15 сентября — Иван Перминов (53) — участник Великой Отечественной войны, Герой Советского Союза.
- 16 сентября — Николай Никитин (51) — участник Великой Отечественной войны, Герой Советского Союза.
- 17 сентября — Оскар Галецкий (82) — польский историк, действительный член УСАН и Общества Шевченко.
- 19 сентября — Анвар Зверев (52) — советский футболист и судья.
- 19 сентября — Иван Фонарёв (54) — Герой Советского Союза.
- 20 сентября — Даниил Диденко (56) — подполковник Советской Армии, участник советско-финской и Великой Отечественной войны, Герой Советского Союза.
- 20 сентября — Георгий Комаров (68) — Герой Советского Союза.
- 20 сентября — Александр Посконкин (54) — Герой Советского Союза.
- 21 сентября — Павел Дэльвин (71) — советский государственный и партийный деятель, 1-й секретарь Актюбинского областного комитета КП Казахстана (1955—1958).
- 21 сентября — Лидия Русланова (72) — певица, исполнительница русских народных песен.
- 22 сентября — Иван Коряковский (60) — Герой Советского Союза.
- 23 сентября — Абылай Алимбетов (52) — советский офицер, полковник, Герой Советского Союза.
- 23 сентября — Степан Базяев (58) — Полный кавалер ордена Славы.
- 23 сентября — Пабло Неруда (69) — чилийский поэт, дипломат и политический деятель, лауреат Нобелевской премии по литературе.
- 24 сентября — Николай Жуков (65) — советский график.
- 24 сентября — Август Киппасто (86) — российский борец классического стиля.
- 26 сентября — Капай Искаков (67) — сержант Рабоче-крестьянской Красной Армии, участник Великой Отечественной войны, Герой Советского Союза.
- 26 сентября — Сафа Хасанов (57) — участник Великой Отечественной войны, Герой Советского Союза.
- 27 сентября — Борис Степанов (67) — деятель советской военной юстиции, генерал-майор юстиции, участник советско-финской и Великой Отечественной войн.
- 28 сентября — Михаил Навашин (77) — российский цитолог и цитогенетик.
- 29 сентября — Екатерина Верулашвили (56) — советская грузинская актриса, заслуженная артистка Грузинской ССР.
- 29 сентября — Анатолий Нефёдов (58) — полковник Советской Армии, участник советско-финской, Великой Отечественной и советско-японской войн, Герой Советского Союза.
- 29 сентября — Уистен Хью Оден (66) — английский поэт, оказавший огромное влияние на литературу XX века.
- 30 сентября — Маркар Седракян (66) — специалист коньячного производства, заслуженный инженер Армянской ССР, Герой Социалистического Труда.

## Октябрь
- 1 октября — Даниил Белый (75) — советский военачальник, генерал-майор танковых войск. Герой Советского Союза.
- 1 октября — Павел Кузнецов (57) — Герой Советского Союза.
- 1 октября — Михаил Сиянин (71) — Герой Советского Союза.
- 2 октября — Пётр Константинов (74) — советский актёр театра и кино, лауреат Сталинской премии (1950), народный артист СССР.
- 2 октября — Климентий Путрус (75) — член КПСС, хозяйственный деятель, участник Гражданской войны в России и ВОВ.
- 4 октября — Пётр Богданов (63) — Герой Советского Союза.
- 4 октября — Олег Гудков (42) — Герой Советского Союза.
- 4 октября — Владимир Мясищев (80) — советский психолог и психотерапевт.
- 6 октября — Борис Агапов (64) — русский советский писатель и киносценарист.
- 7 октября — Ицхак Бен-Шохам (37) — полковник Армии Обороны Израиля.
- 7 октября — Давид Исраэли — заместитель командира 188-й танковой бригады Армии Обороны Израиля в период Войны судного дня, подполковник танковых войск.
- 8 октября — Габриэль Оноре Марсель (83) — первый французский философ-экзистенциалист.
- 8 октября — Юрий Победоносцев (66) — советский учёный, конструктор ракетной техники.
- 9 октября — Сергей Кудрявцев (53) — Герой Советского Союза.
- 10 октября — Людвиг фон Мизес (92) — экономист, философ, историк, сторонник классического либерализма.
- 10 октября — Ада Фишман-Маймон (80) — израильский политический деятель.
- 12 октября — Алексей Жданов (71) — офицер-подводник, участник Великой Отечественной войны.
- 12 октября — Иван Егоров (65) — Герой Советского Союза.
- 13 октября — Николай Батурин (63) — старший лейтенант Советской Армии, участник Великой Отечественной войны, Герой Советского Союза.
- 13 октября — Николай Малышев (61) — Герой Советского Союза.
- 14 октября — Ганий Сафиулин (68) — Герой Советского Союза.
- 15 октября — Йонас Бучас (72) — литовский экономист, доктор экономических наук, ректор Вильнюсского государственного университета.
- 16 октября — Борис Шейко (68) — Герой Советского Союза.
- 17 октября — Ингеборг Бахман (47) — австрийская писательница, драматург, поэт.
- 18 октября — Лео Штраус (74) — историк политической философии, культуролог, главный идеолог неоконсерватизма.
- 18 октября — Дамиан (Коконеши) (80) — предстоятель Албанской православной церкви.
- 19 октября — Иринарх (Вологжанин) (87) — епископ Древлеправославной Церкви Христовой (старообрядцев, приемлящих белокриницкую иерархию), епископ Киевско-Винницкий и Одесский.
- 20 октября — Андрей Абрикосов (66) — советский актёр театра и кино, народный артист СССР.
- 20 октября — Илья Габай (38) — видный участник правозащитного движения 1960-х — 1970-х годов, педагог, поэт, писатель, сценарист.
- 20 октября — Андрей Гребнев (60) — советский военный деятель, Генерал-майор. Герой Советского Союза.
- 20 октября — Елена Дрейер — старший лейтенант Советской Армии, кавалер трёх боевых орденов.
- 20 октября — Савелий Фейнберг (62) — физик.
- 22 октября — Пабло Казальс (96) — испанский виолончелист, дирижёр, композитор и музыкально-общественный деятель.
- 23 октября — Сергей Кузнецов (56) — Герой Советского Союза.
- 25 октября — Галей Бердин (66) — Герой Советского Союза.
- 26 октября — Семён Будённый (90) — советский военачальник, участник Гражданской войны, командующий Первой Конной армией, один из первых Маршалов Советского Союза.
- 27 октября — Василий Стерлигов (49) — Герой Советского Союза.
- 28 октября — Таха Хусейн (83) — один из наиболее влиятельных египетских интеллектуалов XX века, писатель, литературовед и историк.
- 29 октября — Пётр Кириллов (71) — полный кавалер ордена Славы.
- 29 октября — Пётр Мотков (54) — Герой Советского Союза.
- 30 октября — Антс Лаутер (79) — эстонский советский актёр, театральный режиссёр, педагог.
- 30 октября — Борис Шергин (80) — советский писатель, фольклорист, публицист и художник.
- 31 октября — Пётр Константинов (74) — советский актёр.

## Ноябрь
- 1 ноября — Владимир Стерлигов (69) — русский художник, живописец, станковый и книжный график.
- 2 ноября — Абильхан Кастеев (69) — казахский живописец и акварелист, народный художник Казахской ССР, основоположник казахского изобразительного искусства.
- 2 ноября — Ариф Сапаров (61) — советский писатель, журналист.
- 3 ноября — Янис Осис (78) — латвийский актёр. Народный артист СССР.
- 3 ноября — Александр Сергеев — Герой Советского Союза.
- 4 ноября — Всеволод Кочетов (61) — русский советский прозаик; самоубийство.
- 5 ноября — Герцель Новогрудский (69) — русский советский журналист, писатель.
- 5 ноября — Николай Смирнов (70) — советский военный деятель, член Военного совета Балтийского флота, вице-адмирал.
- 7 ноября — Дмитрий Митрохин (90) — советский художник.
- 9 ноября — Андрей Пионтковский (75) — советский юрист, член-корреспондент АН СССР.
- 12 ноября — Наполеон Андреасян (76) — член КПСС, государственный и партийный деятель.
- 12 ноября — Тимофей Туклин (72) — Участник Великой Отечественной войны, генерал-майор технических войск.
- 14 ноября — Наталья Ефрон (77) — советская актриса, заслуженная артистка РСФСР.
- 14 ноября — Генрих Зеленко (68) — советский государственный деятель.
- 17 ноября — Николай Ушаков (74) — русский советский поэт, писатель и переводчик.
- 18 ноября — Алексей Кортунов (66) — Герой Советского Союза.
- 19 ноября — Иван Желненков (57) — полный кавалер Ордена Славы.
- 21 ноября — Иван Гзиришвили (53) — Полный кавалер Ордена Славы.
- 22 ноября — Владимир Стожаров (47) — русский советский живописец. Заслуженный деятель искусств РСФСР.
- 23 ноября — Борис Машковцев (51) — Герой Советского Союза.
- 23 ноября — Дженни Турель (73) — американская певица (меццо-сопрано) и музыкальный педагог российского происхождения.
- 24 ноября — Николай Камов (71) — советский авиаконструктор, создатель вертолётов «Ка», доктор технических наук.
- 24 ноября — Семен Кобец (51) — старший лейтенант Рабоче-крестьянской Красной Армии, участник Великой Отечественной войны, Герой Советского Союза.
- 25 ноября — Анатолий Ваксмут (84) — русский морской офицер, капитан 2-го ранга.
- 25 ноября — Лоуренс Харви (45) — британский актёр литовского происхождения.
- 26 ноября — Владимир Канареев (58) — мичман Военно-морского флота СССР, участник Великой Отечественной войны, Герой Советского Союза.
- 26 ноября — Заки Шлуш (80) — израильский архитектор.
- 27 ноября — Михаил Беспалов (61) — капитан 1-го ранга ВМФ СССР, участник Хасанских боёв и советско-японской войны, Герой Советского Союза.
- 27 ноября — Михаил Игнатьев (53) — Герой Советского Союза.
- 27 ноября — Борис Расторопов (49) — Герой Советского Союза.
- 27 ноября — Нурлыгаин Тукенов (61) — геолог, начальник Южно-Казахстанского геологического управления Министерства геологии Казахской ССР.
- 27 ноября — Сергей Щербаков (59) — Герой Советского Союза.
- 28 ноября — Индрикис Биернис (79) — член КПСС, деятель образования, участник Гражданской войны в России.
- 28 ноября — Николай Вороновский (59) — советский государственный и партийный деятель, 1-й секретарь Чувашского областного комитета КПСС (1968—1973).
- 29 ноября — Татул Алтунян (72) — советский хоровой дирижёр, музыкальный деятель армянского происхождения. Народный артист СССР (1965).
- 29 ноября — Давид Андгуладзе (78) — оперный певец (драматический тенор) и педагог. Народный артист СССР.
- 29 ноября — Феликс Браун (88) — австрийский писатель.
- 29 ноября — Владимир Курасов (76) — советский военачальник, генерал армии, Герой Советского Союза.
- 30 ноября — Александр Курынов (39) — советский тяжелоатлет, заслуженный мастер спорта СССР.

## Декабрь
- 3 декабря — Александр Фойницкий (87) — российский и советский художник и педагог, заслуженный деятель искусств Молдавской ССР.
- 4 декабря — Борис Анисфельд (95) — российский и американский художник, сценограф.
- 4 декабря — Василий Зыль (71) — полковник Советской Армии, участник Великой Отечественной войны, Герой Советского Союза.
- 7 декабря — Александр Горбатов (82) — советский военачальник, генерал армии, Герой Советского Союза, второй комендант послевоенного Берлина (1945).
- 7 декабря — Ефим Удальцов (51) — советский офицер, военный лётчик-штурмовик, Герой Советского Союза.
- 8 декабря — Василий Павлов (59) — Герой Советского Союза.
- 9 декабря — Лютфали Абдуллаев (59) — советский азербайджанский актёр, народный артист Азербайджанской ССР.
- 9 декабря — Леонид Первомайский (65) — украинский советский писатель.
- 10 декабря — Константин Безпальчев (77) — советский контр-адмирал.
- 11 декабря — Алты Карлиев (64) — советский туркменский актёр, режиссёр театра и кино, драматург. Народный артист СССР.
- 11 декабря — Алексей Никитин (73) — советский военачальник, генерал-полковник авиации.
- 12 декабря — Алексей Прошляков (72) — Герой Советского Союза.
- 12 декабря — Иван Слезюк (77) — блаженный Украинской грекокатолической церкви, епископ, исповедник.
- 14 декабря — Александр Бирюков (52) — Герой Советского Союза.
- 14 декабря — Мукатай Журмухамедов — советский казахский государственный, политический и общественный деятель.
- 19 декабря — Василий Мирун (51) — лейтенант Советской Армии, участник Великой Отечественной войны, Герой Советского Союза.
- 19 декабря — Повилас Плехавичюс (83) — литовский государственный деятель, генерал.
- 20 декабря — Тимофей Горбачёв (72) — советский учёный-горняк, член-корреспондент АН СССР, Герой Социалистического Труда
- 20 декабря — Бобби Дарин (37) — американский певец и автор песен, один из самых популярных исполнителей в стилях рок-н-ролл и кантри в 50-е—60-е годы.
- 20 декабря — Дмитрий Никишов (75) — советский военный деятель, Генерал-майор.
- 21 декабря — Пётр Грищенко (52) — Герой Советского Союза.
- 22 декабря — Пётр Стрелецкий (55) — Герой Советского Союза.
- 23 декабря — Джеймс Андерсон — австралийский теннисист-любитель.
- 25 декабря — Исмет Иненю (89) — Президент Турции (1938-50), видный государственный и политический деятель.
- 27 декабря — Павел Бермондт-Авалов (96) — русский офицер, генерал-майор, представитель прогерманского течения в белом движении в Прибалтике.
- 27 декабря — Александр Предводителев (82) — российский физик, член-корреспондент АН СССР (1939), в 1937—1946 декан физического факультета МГУ.
- 28 декабря — Василий Журавлёв (71) — советский военный деятель, генерал-майор, участник Великой Отечественной войны.
- 28 декабря — Александр Роу (67) — советский кинорежиссёр, автор множества фильмов-сказок, народный артист РСФСР (1968).
- 30 декабря — Константин Вершинин (73) — советский военачальник.
- 30 декабря — Михаил Сомов (65) — участник Великой Отечественной войны, Герой Советского Союза.
- 31 декабря — Михаил Гахокидзе (64) — участник Великой Отечественной войны, Герой Советского Союза.
- 31 декабря — Сазерленд, Альберт Эдвард (78) — американский кинорежиссёр и киноактёр.

## Дата неизвестна или требует уточнения
- Лев Вайсенберг (72—73) — советский прозаик, переводчик, сценарист.